# Edmond Boissonnet
Pour les articles homonymes, voir Boissonnet.
 (mai 2025).
- Si vous ne connaissez pas le sujet, laissez ce bandeau (vous pouvez alors contacter les auteurs).
- Si vous supprimez le contenu mis en cause (vous pouvez préalablement contacter les auteurs),

argumentez précisément cette suppression dans la page de discussion
(un manque de référence n'est pas un argument ; une recherche réelle de référence doit avoir été effectuée, être formellement documentée).
 (mai 2025).
La mise en forme du texte ne suit pas les recommandations de Wikipédia : il faut le « wikifier ».
Les points d'amélioration suivants sont les cas les plus fréquents. Le détail des points à revoir est peut-être précisé sur la page de discussion.
- Les titres sont pré-formatés par le logiciel. Ils ne sont ni en capitales, ni en gras.
- Le texte ne doit pas être écrit en capitales (les noms de famille non plus), ni en gras, ni en italique, ni en « petit »…
- Le gras n'est utilisé que pour surligner le titre de l'article dans l'introduction, une seule fois.
- L'italique est rarement utilisé : mots en langue étrangère, titres d'œuvres, noms de bateaux, etc.
- Les citations ne sont pas en italique mais en corps de texte normal. Elles sont entourées par des guillemets français : « et ».
- Les listes à puces sont à éviter, des paragraphes rédigés étant largement préférés. Les tableaux sont à réserver à la présentation de données structurées (résultats, etc.).
- Les appels de note de bas de page (petits chiffres en exposant, introduits par l'outil «  Source ») sont à placer entre la fin de phrase et le point final[comme ça].
- Les liens internes (vers d'autres articles de Wikipédia) sont à choisir avec parcimonie. Créez des liens vers des articles approfondissant le sujet. Les termes génériques sans rapport avec le sujet sont à éviter, ainsi que les répétitions de liens vers un même terme.
- Les liens externes sont à placer uniquement dans une section « Liens externes », à la fin de l'article. Ces liens sont à choisir avec parcimonie suivant les règles définies. Si un lien sert de source à l'article, son insertion dans le texte est à faire par les notes de bas de page.
- La présentation des références doit suivre les conventions bibliographiques. Il est recommandé d'utiliser les modèles {{Ouvrage}}, {{Chapitre}}, {{Article}}, {{Lien web}} et/ou {{Bibliographie}}. Le mode d'édition visuel peut mettre en forme automatiquement les références.
- Insérer une infobox (cadre d'informations à droite) n'est pas obligatoire pour parachever la mise en page.

Pour une aide détaillée, merci de consulter Aide:Wikification.
Si vous pensez que ces points ont été résolus, vous pouvez retirer ce bandeau et améliorer la mise en forme d'un autre article.
 (décembre 2014).
 (décembre 2014).
Si vous disposez d'ouvrages ou d'articles de référence ou si vous connaissez des sites web de qualité traitant du thème abordé ici, merci de compléter l'article en donnant les références utiles à sa vérifiabilité et en les liant à la section « Notes et références ».
Edmond Boissonnet (1906 - 1995) est un artiste plasticien français de la Seconde École de Paris, né à Bordeaux comme Odilon Redon (1840-1916), Albert Marquet (1875-1947) et son ami de toujours, André Lhote (1885-1962). L’art de Boissonnet couvre ainsi la quasi-totalité du XXe siècle. Il est le reflet des courants artistiques de ce siècle tout en étant indépendant de ceux-ci. Pour cela, il utilise différents moyens matériels : dessins, peintures sur toile, papier, bois, collages, mosaïques à partir de matériaux bruts, tapisseries de laines multicolores et pour mémoire, sculptures sur bois. Pour illustrer le défi qu’il se lance à lui-même sur le plan de l’art, il utilise souvent la métaphore du « Combat avec l’Ange ». Enfin, l’art de Boissonnet, s’étalant sur près de soixante dix ans, connaît quatre grandes périodes illustrées par des expositions significatives. Boissonnet expose pratiquement tous les ans dans différentes institutions artistiques.

## Les années de jeunesse: 1906 - 1928
Edmond Boissonnet est né le 20 juillet 1906 à Bordeaux  au 11 rue Leo Saignat. Il est le troisième garçon de Jean Boissonnet (1871-1951) et de Marie-Thérèse Broqua (1872-1956). Les origines sociales de sa famille sont modestes. Son père est steward à bord des paquebots qui relient Bordeaux à l’Amérique. Sa mère, orpheline, a été prise en charge, par sa tante qui lui a fait faire ses études à Paris, avec sa propre fille, Marie Bounet. L’institution choisie est gérée par les Chanoinesses de Notre-Dame. Elle est bien connue comme étant « le Couvent des Oiseaux » de la rue de Sèvres, spécialisé dans l’éducation des filles de l’aristocratie et de la grande bourgeoisie. Plus tard, Marie Bounet, appartiendra au monde du spectacle et de la politique. Boissonnet s’est toujours souvenu de l’arrivée de ce personnage hors normes venant  à Bordeaux, en « grand équipage » pour visiter sa cousine. C’était alors l’effervescence dans le quartier de ses parents. Il faut dire qu’elle était l’égérie de l’avocat franc-maçon, René Viviani, (1863-1925), député socialiste de Paris, ami de Jaurès et président du Conseil en 1914. C’est lui qui recevra de la main de l’ambassadeur d'Allemagne, la déclaration de cette guerre qui fit 9 millions de morts et 20 millions de blessés.
Son père est mobilisé et sa mère doit travailler à domicile comme couturière. Boissonnet, élève studieux, ne peut pas continuer ses études au lycée, il doit choisir dès maintenant un métier. Le hasard fait qu’il rencontre en 1917 un émigré russe, sculpteur sur bois. Le jeune garçon passe de longues heures, prises dans ses moments  de liberté, pour observer l’artisan étranger et lui poser plein de questions, car il est captivé par sa dextérité. C’est décidé, lui aussi sera sculpteur sur bois. La famille est d’accord. Il entre donc en apprentissage chez un patron, ancien curé, qui lui permet de suivre les cours de l’École des Beaux Arts…le soir. Là, il se fait remarquer par son talent et le soin qu’il apporte à son travail. Des « Prix » de fin d’année récompensent la qualité de ses œuvres. Il a en 1922, en sculpture décorative, deux prix et en 1923, un prix  pour une étude d’après le plâtre. Curieuse coïncidence, le peintre cubiste André Lhote qui deviendra son ami plus tard avait, lui aussi, exercé le même métier dans la même ville, en 1898. Après son apprentissage, il entre dans une entreprise de décoration et le jeune sculpteur sur bois commence à s’intéresser à la peinture  jusqu’à son service militaire dans l’aéronautique de 1926 à 1928. C’est alors que le commandant de la base, (profitant de l’opportunité d’avoir un artiste sous la main), lui confie la décoration du mess des officiers. L’œuvre a malheureusement disparu, mais elle est, en quelque sorte, sa première commande publique… à l’âge de 20 ans.
De ses années de jeunesse, Boissonnet conserve un souvenir contrasté. Tout d’abord, une immense affection pour ses parents et surtout pour sa mère avec le sentiment que leur situation sociale était imméritée. D’où son désir constant de s’élever par ses propres moyens selon la philosophie bien connue de l’École de Jules Ferry. Alors, il continue à se former, intellectuellement et artistiquement. Philosophiquement, il sait également qu’il faut savoir être « indépendant » dans une activité artistique, afin d'émerger. Mais, pour cela, il faut le « vouloir ». Il en discute alors avec d’anciens camarades ou amis comme Pierre Molinier (1900-1976) qui s’apprêtent à fonder une association artistique.

## La période «réaliste» (1929-1945)

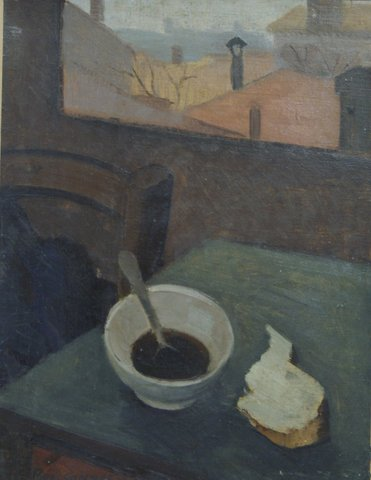
Le bol de café, 1933.

Boissonnet, comme d’autres artistes évolue beaucoup tout au long de sa carrière de 1929 à 1995 et il revendique cette évolution face à des artistes qui se rigidifient dans le même mode opératoire commercial[Qui ?]. Il est donc naturel de parler de « périodes » qui durent entre 15 et 20 ans. La première est qualifiée de réaliste, car, à partir de sa vision de la réalité, il peint beaucoup de scènes intérieures et s’inspire déjà de nombreux paysages avec personnages. Durant cette période qui s’inscrit dans la crise économique commencée à Wall Street en 1929, l’art de Boissonnet s’enrichit des nombreuses rencontres avec les artistes modernes. Licencié de son travail pour raison économique, il effectue de nombreux voyages à l’étranger. Enfin, il connaît les camps de la « drôle de guerre » et en rapporte un témoignage saisissant[réf. nécessaire].

### Le sociétaire des A. I. B.
Les A. I. B. sont « Les Artistes Indépendants Bordelais », une association artistique dont les statuts ont été déposés le 4 octobre 1929 et dont le but est de « grouper tous les artistes décidés à défendre un art sans contrainte, ni restriction et d’établir entre eux des relations de sympathie et d’intérêt ». Il y a un Salon annuel sans jury. En fait, cette société s’oppose à l’art académique et au mauvais goût bourgeois. Boissonnet souscrit tout de suite à cette orientation et devient l’un des premiers sociétaires. C’est dans cette société qu’il rencontre sa future épouse, Paule Cécile Jude, elle-même artiste d’une grande sensibilité. Mais, pour l’instant, il n’est pas question de mariage, car la crise économique commence à sévir. L’entreprise dans laquelle il travaille est vendue à un homme d’affaires qui licencie tout le personnel. Boissonnet se retrouve au chômage et il connaît une période de précarité durant cinq ans. Il en profite pour voyager.

### Les voyages

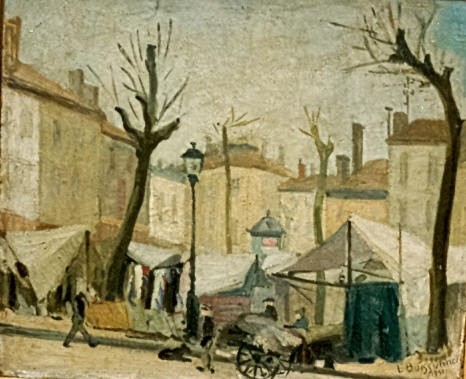
Place Mériadeck, 1931.

En 1930, il visite l’Espagne et effectue un grand périple à la rencontre d’El Greco, de Velasquez, de Goya dont on connaît les attaches avec Bordeaux et de bien d’autres…
En 1932, il part en Italie malgré la conjoncture politique peu propice. Milan, Florence, Rome, etc. lui révèlent les trésors de l’art italien. De retour en France, il consacre un temps de plus en plus important à la peinture et se marie en 1935 avec cette jeune artiste, rencontrée aux A. I. B., qui lui donne un enfant.

### Un certain «populisme» triste
Il n’est pas étonnant que le climat sociopolitique influence son art, sachant que sa sympathie pour les gens de gauche date de cette époque. En effet, ses peintures expriment un certain « populisme » triste dans ses portraits, mais aussi dans ses natures mortes et même dans ses paysages. Les scènes d’intérieur, les personnages, essentiellement féminins ou enfantins pris dans leur intimité, ne sont pas très joyeux, mais il s’en dégage une sobriété et une lumière intérieure qui ne laissent pas indifférents les visiteurs du Salon des A.I.B ou de certaines  galeries.Le portrait de sa mère (1932) est typique de ce moment.[réf. nécessaire]

### Les rencontres avec les artistes «parisiens»

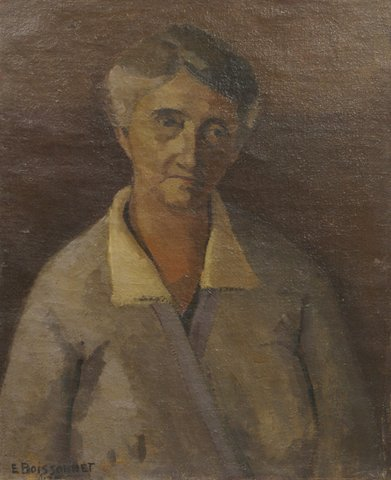
Ma mère, 1932.

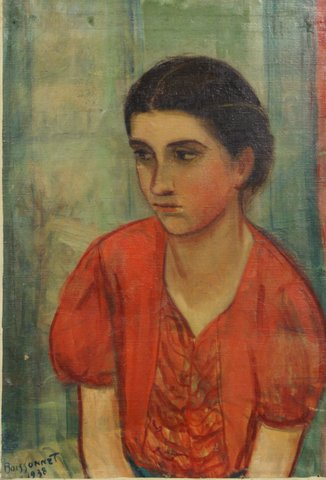
Marie, 1938.

Les A. I. B., société très ouverte sur l’art contemporain avait pour habitude d’inviter des artistes parisiens comme Picasso, Matisse, Gromaire, Tal-Coat, Friesz, Kisling, Van Dongen, Utrillo et  André Lhote. Au cours de ses conversations avec ces artistes, il perçoit l’absolue nécessité d’approfondir son art pictural. En 1937, il fait un séjour à Paris pour visiter  l’Exposition Universelle. À partir de cette date, on constate alors une certaine évolution de son art qui devient moins sombre. À Paris, il a différentes entrevues qui seront déterminantes pour son avenir.

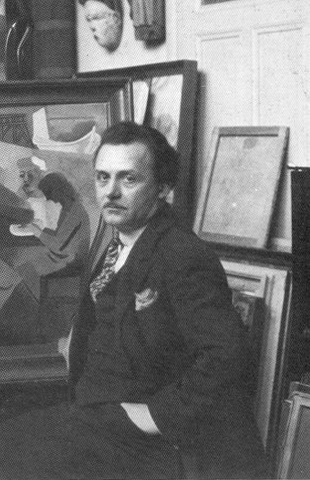
Le peintre André Lhote en 1925.

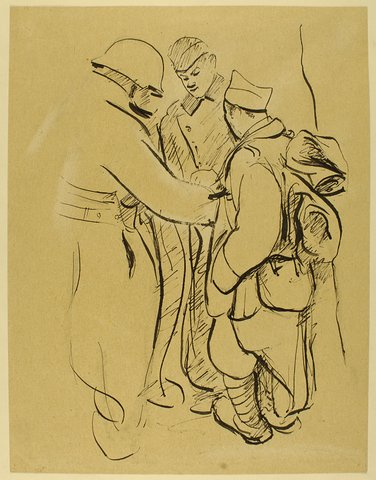
Kontrolle, 1940.

### L’entrevue avec Bonnard
Boissonnet reste plusieurs semaines à Paris et dans la région parisienne. Il profite de l’occasion pour rendre visite à quelques artistes et leur montrer des œuvres qu’il a amenées avec lui. C’est un encouragement général. L’un d’eux lui suggère de voir Bonnard. Celui-ci a soixante dix ans et cinquante ans de carrière, Boissonnet a, à peine, trente ans et dix ans d’exercice de la peinture entre deux sculptures. Le décalage est immense. Le débutant se présente cependant chez le grand artiste en pensant que sa démarche est vaine. L’accueil est chaleureux. Avec angoisse, il voit Bonnard regarder attentivement les œuvres qu’il a amenées. Après un long moment qui semble une éternité pour Boissonnet, la sentence du  Maître tombe : « vos couleurs font l’amour ! » Le sort en est jeté, il abandonne la sculpture sur bois pour se consacrer entièrement à la peinture et au dessin.

### L’entretien avec Dufy
Encouragé par son entrevue avec Bonnard, il cherche à rendre visite à Dufy à un moment particulier qui est celui de La Fée Électricité. Non sans mal, il arrive à ses fins. Dufy confirme le jugement de Bonnard. De plus, l’artiste célèbre lui recommande un procédé pictural : le médium Maroger. Ce procédé donne aux couleurs une transparence et une luminosité durable. 
De retour à Bordeaux, Boissonnet se remet au travail avec acharnement en utilisant pendant quelque temps ce procédé.[réf. nécessaire]

### La rencontre avec Lhote
En 1938, les A. I. B. dont Boissonnet est le chef de file, publient un ouvrage de poèmes illustrés et demandent à André Lhote d’en écrire la préface. C’est la première fois que Boissonnet rencontre Lhote, son aîné de vingt et un  ans. Les origines sociales, artistiques : la sculpture sur bois, sont semblables. Une grande amitié respectueuse naît à cette époque. Elle ne se démentira pas jusqu’à la mort de Lhote survenue en 1962. La même détestation de l’art pompier, de la peinture académique chère aux Bordelais, le même amour pour le Bassin d’Arcachon, côté Cap Ferret, fréquenté par des écrivains comme Cocteau et Radiguet et des artistes comme Marquet au Pyla, enfin, le même combat pour la reconnaissance de l’art moderne issu en partie de Cézanne, les unissent. Ce n’est pas par hasard si Boissonnet fait construire une maison-atelier sur ses plans, du côté de Lège Cap Ferret en Gironde, où il va exécuter de nombreuses œuvres.

### La «drôle de guerre»
Boissonnet est mobilisé le 22 août 1939. Le 3 septembre, c’est la guerre. Il est envoyé dans l’Est de la France, sur la Ligne Maginot en tant que pionnier du 618e régiment de pionniers. Durant les moments d’inaction il exécute des dessins sans complaisance de la « drôle de guerre ». Puis, c’est la débâcle. Il est capturé dans les Vosges avec ce qui reste de son régiment. Après un regroupement à Strasbourg, il arrive à Nuremberg, en Bavière, le 19 juillet 1940. Il est conduit dans un stalag rural près de Thanstein en forêt de Bohème. Après une première tentative d’évasion, il contracte une sciatique et il est envoyé dans un hôpital militaire à Ratisbonne (Regensburg). Pendant tout ce temps, il continue à dessiner et à peindre des gouaches au vu et au su des Allemands. Mais, la Bavière n’est pas la Prusse. À l’hôpital le médecin-commandant francophile est un descendant de Lucas Cranach, le peintre de la Renaissance. Il le libère pour « raisons de santé » en 1942.
Aujourd’hui, ces œuvres sont un témoignage exceptionnel de ces années sombres. Elles expriment l’absurdité de la guerre et « nous élèvent aux plus hauts sommets de la sauvegarde de la Liberté", comme l’écrit l’artiste qui rédige les légendes de ses œuvres. La grande majorité de celles-ci, numérisées, se trouvent au Musée d’Aquitaine de Bordeaux.
Après l’épreuve de la guerre et de la captivité, c’est la Libération, moment tant attendu où Boissonnet est à la veille de grandes décisions. La période « réaliste » dont la connaissance est fondamentale pour comprendre le parcours artistique de cet artiste, va prendre fin et il envisage d’être davantage présent à Paris. C’est alors qu’il s’intéresse à la création du Salon de Mai dans le cadre de ce qui sera une deuxième période encore marquée par le mouvement du cubisme qui survit  chez certains artistes.

## La période «cubiste» (1946-1962)

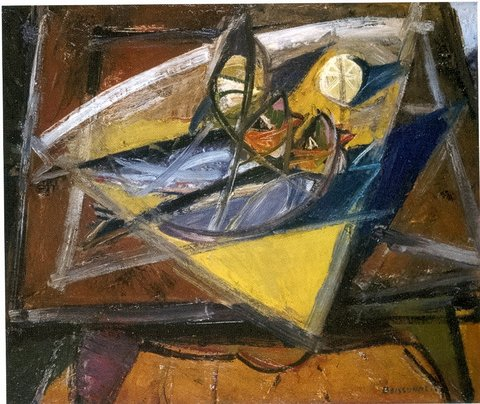
Poissons et citron, 1948.

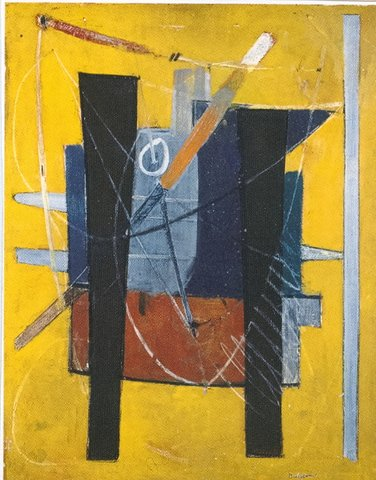
Synthèse de formes, 1951.

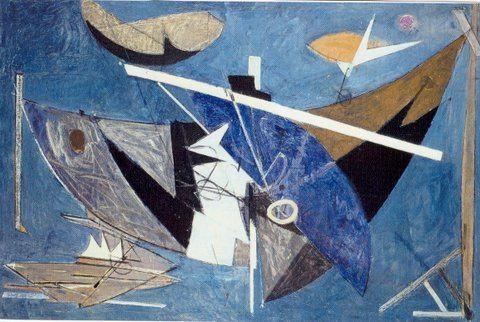
Le Filet, 1951.

Boissonnet arrive à Paris avec un projet d’installation. Il est accueilli chaleureusement par  des amis comme André Lhote, le dessinateur Yvan Le Louarn, dit Chaval, le sculpteur Joseph Rivière, etc. Ceux-ci l’aident à rencontrer artistes et notabilités de l’art contemporain. Il prend alors contact avec Gaston Diehl, le fondateur avec différents peintres du Salon de Mai en 1943. D’après Bernard Dorival, Conservateur du Musée d’Art Moderne : « la jeunesse a en lui son Salon… un Salon jeune, ouvert à la jeunesse, accueillant à ses inquiétudes, à ses recherches, à ses coups d'essai… ». Diehl l’encourage à présenter sa candidature au Prix Drouant-David de la Jeune peinture. Il y montre « Poissons et citron 1948 ». Il obtient un 2e prix et le critique Pierre Descargues écrit dans Arts du 28 avril 1948 : « le choix de Boissonnet, peintre plus tendre, plus délicat, demeure dans la ligne de conduite du jury » où se trouvent Jacques Lassaigne et André Lhote. Ce prix est déterminant pour la suite de la carrière de Boissonnet, car, il entre au Salon de Mai où il va rencontrer des artistes de sa génération qui font les mêmes recherches. Sans appartenir à tel ou tel courant, préservant sa liberté créatrice et son indépendance, il crée son propre style inspiré  par une certaine forme de cubisme à la limite de l’abstraction. Cela dure  pendant trois à quatre ans dont le meilleur exemple se trouve aujourd’hui au musée des Beaux Arts de Bordeaux. Il porte le titre de « Synthèse de Formes », 1951. Mais, ce style n’inspire pas son instinct, comme il dit, il revient alors à un cubisme plus figuratif. C’est une période éblouissante où sa créativité étonnante s’exerce dans de nombreux domaines : dessins, peintures, vitraux, décorations murales.

### Les premières expositions parisiennes
Comme on vient de le voir, le prix de la Jeune Peinture lui ouvre les portes du Salon de Mai. Du coup, il entretient des relations amicales et correspond avec Pignon, Bores, Lanskoy, Sarthou, etc. qui exposent comme lui dans ce Salon d’avant-garde, précurseur des manifestations contemporaines d’aujourd’hui. Du côté des grands aînés, il éprouve respect et admiration pour Braque et Lhote. Il rencontre aussi Bissière dans sa maison de Boissièrette dans le Lot. Ceux-ci l’encouragent à exposer rapidement dans une galerie, d’autant plus que ses œuvres avaient été très remarquées à Turin au niveau des Peintres d’aujourd’hui France Italie en 1951 et à Menton où il obtient la Médaille d’Or en 1955.
Son choix, encouragé par André Lhote et le journaliste critique d’art, Jacques Lassaigne, se porte sur la galerie Saint Placide, organisatrice par ailleurs du Prix de la Critique.
En 1956, il présente, avec succès, seize peintures dont les célèbres « Poissons et Citron », aujourd’hui, au musée des Beaux Arts de Bordeaux, ainsi que dix dessins pour gravure. Certaines de ces  œuvres sont à la limite du cubisme abstrait et c’est leur originalité.
Un an plus tard, il se tourne vers la galerie de l’Élysée, rue du Faubourg-Saint-Honoré et y présente seize peintures dont « Village de pêcheurs » acheté par le Musée de Soulac. Au vernissage, il retrouve de nombreux artistes du Salon de Mai. Ils saluent l’art très personnel de Boissonnet et Jacques Lassaigne écrit à cette occasion ; « art d’effusion venu du cœur, guidé par une raison claire, dans lequel s’affirme la permanence des plus hautes préoccupations de matière, d’espace et de lumière. ». Pour le public concerné par l’art pictural, c’est une révélation. De son côté, Raymond Cogniat, critique d’art, parle : « d’un art sain, rayonnant, (qui) appelle l’adhésion.»

### L’exposition à la maison de la pensée française en 1961

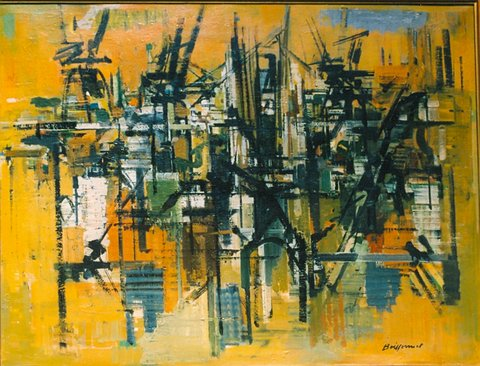
Le Port no 1, 1960.

L’atelier parisien de Boissonnet se trouve maintenant à Paris dans le 14e arrondissement. Il y reçoit une invitation à exposer à la Maison de la pensée française. Cet établissement, rue du Faubourg-Saint-Honoré était la vitrine culturelle du Parti communiste français à la fois, librairie, lieu d’exposition, lieu de commémoration. Elle exposa Picasso en 1949 et 1954, Marquet en 1953, Bonnard en 1954, Lhote en 1961 etc. Le choix de ce lieu pour Boissonnet vient de la qualité de son art et de l’importance de l’exposition en nombre d’œuvres. Boissonnet présente, en effet, quatre-vingts peintures, gouaches et dessins récents. Le vernissage a lieu le 4 octobre 1961 en présence de J. Chaban-Delmas, président de l’Assemblée nationale, de Léon Moussinac, directeur honoraire de l’École nationale supérieure des arts décoratifs, de journalistes critiques d’art comme J. Lassaigne, J. Bouret, W. George, P. Cabanne, de nombreux conservateurs de musées, tous ses amis et une foule immense. La dimension picturale de cette exposition est donnée par J. Lassaigne dans le catalogue : « […] tout un ballet de formes envolées se déroule entre les horizontales fluides de l’eau et des nuages, dirigé par la baguette savante d’un homme épris de lyrisme d’ordre et de liberté. »
Dans le journal Arts, le critique et auteur Pierre Cabanne qu’on retrouvera plus tard, fait chorus : « […] il ouvre les portes d’un monde éclatant de lumière où son style structural s’épanouit avec une extraordinaire liberté. »
Il est évident qu’avec cette exposition, Boissonnet est arrivé à une totale maîtrise de son art reconnue par tous et avec le Salon de mai, il expose au Japon en 1962.
Cette année, est aussi l’occasion pour la Maison de la pensée française de faire un bilan et d’organiser une grande exposition de certaines œuvres des artistes qu’elle a exposées depuis la Libération. Ce jour-là, comme un symbole, Boissonnet se trouve entre Marquet, Bonnard et Lhote. Cette réussite lui permet d’accéder aux commandes publiques.

### Les commandes publiques

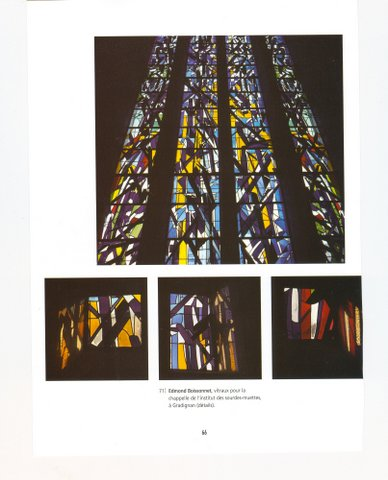
Vitraux pour une chapelle.

Un pour cent du coût des constructions de bâtiments publics peut être consacré à des travaux artistiques. C’est ainsi qu’en 1955, Lhote reçoit la commande d’une grande peinture murale à la Faculté de médecine de Bordeaux. Boissonnet surveille le bon déroulement du marouflage.
Lui-même se voit attribuer en 1958 la décoration du restaurant universitaire de Bordeaux, sous forme de décoration murale intitulée « Jeunesse ». Puis, dans le même temps, il reçoit la commande de vitraux abstraits pour la grande chapelle de l’Institution des Sourdes et Muettes, dans la banlieue de Bordeaux. Boissonnet, n’est plus seulement un artiste peintre, mais commence à devenir un artiste plasticien.
De cette période, on retiendra les maîtres mots qui caractérisent l’art de Boissonnet : création  de lignes et de couleurs, liberté, sincérité, évolution, indépendance, refus du compromis artistique. Mais c’est alors vraiment la fin du cubisme.

### La véritable fin du cubisme
André Lhote disparaît le 25 janvier 1962 suivi de peu par Georges Braque, le 31 août 1963. Les tout derniers grands cubistes disparaissent peu à peu, seul Picasso résiste encore. La seconde École de Paris est  en train de mourir. En 1964, l’américain Rauschenberg reçoit le premier prix à la biennale de Venise, à la place de Roger Bissière. Il s’agit clairement d’une manœuvre politico-artistique anti-française. Il ouvre la voie au new-dada et au pop art. Le mouvement de déconstruction de l’art de Paris, d’après la Libération, continue de plus belle dans le cadre de la liberté d’expression chère aux Américains. L’immensité du marché américain accentue le mouvement : Paris est supplanté par New York. Heureusement pour Boissonnet, sa grande capacité d’adaptation et d’évolution lui permet d’évoluer par rapport à la période précédente et de devenir progressivement expressionniste et plasticien.

## La période «expressionniste» (1963-1978)

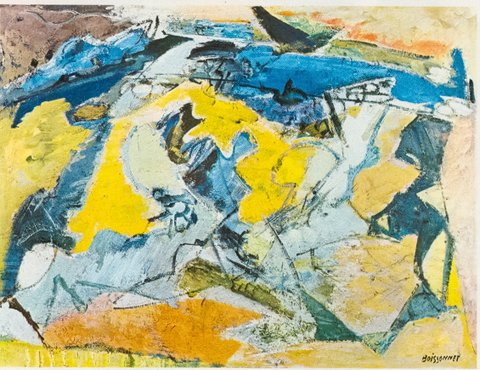
Edmond Boissonnet - Le petit homme (1969).

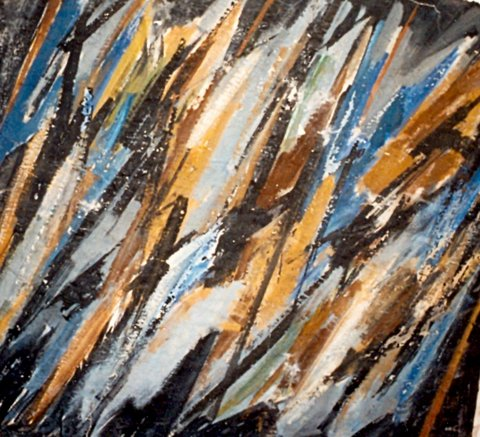
Mosaïque (maquette, 1968).

Les États-Unis imposent donc au monde occidental un art pictural triomphant, provocateur, dénonciateur et spéculateur qui s’appuie sur la puissance financière de Wall Street et sur des facilités fiscales. Au pays du libéralisme, la culture est donc subventionnée… C’est alors que le pop art, entre autres, permet à New York d’évincer Paris. D’où une évolution radicale de l’art de Boissonnet qui se serait faite de toute façon, même sans « l’affaire » Michelson.

### L’ «affaire» Michelson
De quoi s’agit-il ? Charles Michelson est bien connu des historiens des médias radiophoniques. C’est un homme d’affaires, de confession juive, né en 1900 en Roumanie  et décédé aux États-Unis à Los Angeles en 1970. Avant la Seconde Guerre mondiale c’est déjà un précurseur dans le domaine des radios privées avec Radio Tanger. Mais, inquiété par le Gouvernement de Vichy, il s’évade et rejoint les États-Unis. À la Libération, de retour en France, il reprend ses projets. C’est ainsi qu’il lance en 1954 la chaine Télé Monte Carlo et devient le conseiller en communication du prince Rainier III de Monaco. Puis, en 1955, il fonde Europe no 1. avec Louis Merlin de Radio Luxembourg. Mais, devant les débuts incertains d’Europe no 1, Charles Michelson est obligé par l’État Français de passer la main à Sylvain Floirat (future Sofirad) et de vendre sa part estimée à 245 millions de francs. Pensant avoir été grugé, il en appelle aux tribunaux pour une réévaluation. L’affaire fait grand bruit et remonte à l’Élysée qui menace la Principauté de blocus et, en 1962, fait mettre sous séquestre les biens de Charles Michelson au motif de non-paiement de ses impôts en France. Mais, en quoi cette « affaire » concerne-t-elle Boissonnet ?  Tout simplement, parce que Charles Michelson, ce qu’en général on ignore, avait un grand projet de créer une importante Galerie d’art moderne et Boissonnet qu’il rencontre dans son atelier du bassin d’Arcachon, fait partie de ce projet comme André Lhote et bien d’autres. La mise sous séquestre des biens de Charles Michelson entraine donc, de facto, la saisie des œuvres de Boissonnet se trouvant encore chez ce futur galeriste après l’exposition à la Pensée Française, fin 1961. Incroyable mais vrai, Boissonnet pour rentrer en possession de ses œuvres  doit se battre sur deux fronts et autant de procès, d’abord contre le magnat des ondes privées pour non-respect de ses obligations, ensuite contre l’Administration française pour mise sous séquestre abusive de ses œuvres. Ce double procès  va durer près de dix ans. Il permet à Boissonnet de recouvrer son bien. Malgré le tort considérable créé par cette malfaisance doublée de frais judiciaires exorbitants, Boissonnet  n’a jamais arrêté de travailler, bien au contraire elle décuple son énergie. Cette période est, en effet, d’une grande richesse créative tous azimuts. Il trouve d’autres matériels et traduit son indignation et sa colère en « calligraphie tumultueuse » comme dira Pierre Cabanne en 1971, lors de l’exposition à la Galerie de Paris.

### Une évolution radicale
Boissonnet constate la déconstruction américaine avec un peu d’inquiétude mais avec courage. Dans une lettre à Léon Moussinac, ancien directeur des Arts Déco, datée du 6 décembre 1961, il exprime déjà ce passage d’un monde ancien à un monde nouveau : « je suis un peu inquiet sur ma peinture qui me parait évoluer vers des touches plus larges et un désir encore plus grand d’amour. Ce désir me rassure sur cette nouvelle évolution, mais elle me hante, me tracasse, tout au moins pour l’instant. ».
Mais comme pour Boissonnet, vivre, c’est évoluer, il accepte cette évolution. En effet, pour lui, le peintre n’est pas un spectateur passif devant le monde, il est dans le monde, comme le démontrera l’exposition parisienne de 1971.
Son style évolue donc vers des rythmes tumultueux, mystérieux et même violents. Comme plasticien, il exprime ainsi les turbulences du monde dans une sorte d’expressionnisme, très personnel, souvent abstrait, aussi bien dans ses peintures, ses gouaches, ses tapisseries ou ses mosaïques proches de l’art brut.

### Les mosaïques

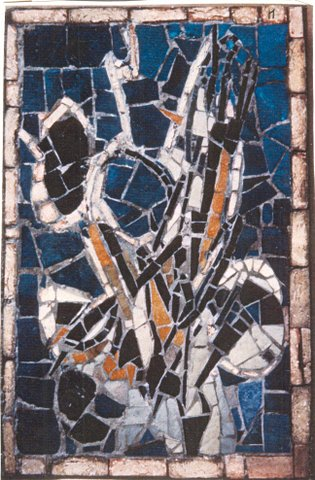
Éclosion (1967).

La rencontre avec Jacques Dupuy, maître verrier bordelais, lors de l’exécution de vitraux, l’amène à recourir à une nouvelle forme d’expression : la mosaïque à partir de matériaux bruts. Inventif, il utilise, en effet, des déchets de céramique, des schistes ou minéraux divers, des tessons etc. Le ciment sert à lier l’ensemble comme le plomb dans les vitraux. Auparavant, il commence à établir une maquette à la gouache, inversée, et l’artisan n’a plus qu’à suivre les indications pour placer les matériaux et couler un lit de ciment afin de les lier. Il réalise ainsi une bonne centaine de maquettes expressionnistes ou abstraites. Il n’existe pas d’équivalent dans le monde artistique qui opère selon le mode habituel à l’inverse de la méthode Boissonnet. Il appartient donc au mouvement de l’art brut  et connaît bien Dubuffet. Il travaille dans le domaine de la mosaïque de 1963 à 1973 et reçoit de nombreuses commandes publiques. Son intérêt pour ce mouvement ne l’empêche pas de travailler activement dans le domaine des papiers collés, de la gouache et de la peinture sur toile, car il a, en projet, une grande exposition à Paris.

### L’exposition de 1971

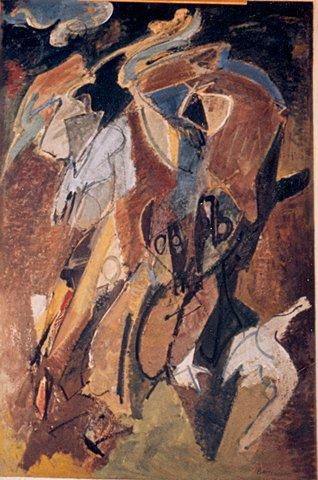
Edmond Boissonnet - Anges et Diablotins (1970).

En 1970, Boissonnet montre au critique d’art et auteur, Pierre Cabanne, sa « production » des années soixante, dites les sixties. Ils se connaissent déjà, car Cabanne avait « couvert » l’exposition de 1961 dans ARTS. Il est alors stupéfait par ces œuvres  nouvelles, très différentes de celles des fifties, mais, bien du même peintre qui vient d’opérer un virage important dans son art. Il encourage Boissonnet à exposer au plus vite ces œuvres un peu énigmatiques pour un public non averti.
C’est la renommée Galerie de Paris, dirigée par la fille du peintre Manguin, qui est choisie. Le 30 mars 1971, Boissonnet présente donc 25 peintures et 10 gouaches. Le public comme les critiques peuvent constater le talent anticonformiste de cet artiste. Pierre Cabanne qui a rédigé la préface du Catalogue fait une bonne synthèse de l’art de Boissonnet à cette époque : « une calligraphie tumultueuse, enveloppante ou brisée, les traces d’un combat sans merci, la singularité d’un être profond…un tableau de Boissonnet est un vertige organique, organisé, cohérent, le microcosme de la terre dans son enfantement. Le peintre n’est pas devant le monde, il est au milieu, c’est pourquoi les paysages de Boissonnet ne se reconnaissent pas, ils sont connaissance et sensation. » Jacques Lassaigne, tout heureux de  retrouver un Boissonnet sorti du piège « Michelson », fait un point d’une grande vérité : « Il a gardé toute la verve jaillissante de son inspiration. C’est comme une gerbe, une fusée d’éléments d’une beauté pure et naturelle. Nature vraie recréée avec ses propres éléments, restituée par l’artiste dans ses rythmes essentiels. ». En fait, Boissonnet est pour Lassaigne toujours le même artiste. Pour un autre critique, René Barotte qui était aussi à l’exposition de 1961, Boissonnet est le fils spirituel de Cézanne. Ce critique en profite pour rapporter dans cet article, les propres paroles d’André Lhote étant sur nature avec Boissonnet : « C’est merveilleux, comment faites-vous donc pour vous libérer ainsi, tout en conservant à la nature, cette fidélité que nous lui devons.»
Désormais, Boissonnet fait partie des peintres de la Galerie de Paris comme Oudot, Ciry, Chastel, Rohner, Despierre, Cathelin, etc. C’est alors que Boissonnet est à la veille d’une décision importante. Tout en gardant son atelier parisien du 14e, il décide d’habiter, dès 1972, à plein temps, son atelier en face d’Arcachon. Il y installe un métier à tisser et commence une série de tapisseries.

### Les tapisseries

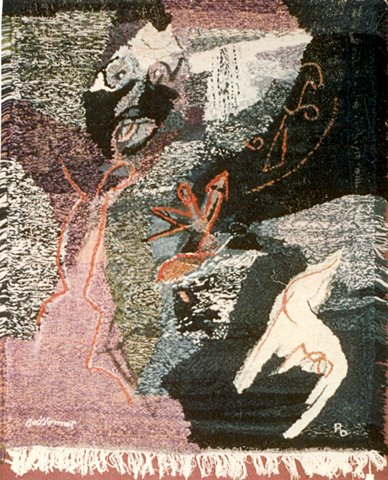
Tapisserie de 1973 : La Peur de la Nuit.

Il construit alors un métier à tisser très simple et, avec son épouse, il réalise des tapisseries, d’une extrême originalité sans passer par des intermédiaires. C’est le pendant en laines multicolores des mosaïques en matériaux, eux aussi multicolores. De même qu’il est très proche de l’art brut pour les mosaïques, de même, il est très proche de la Nouvelle Tapisserie pour ces nouvelles œuvres. Boissonnet, le plasticien, fait ainsi preuve d’une grande créativité et fait bien partie de son siècle en tant qu’artiste contemporain. Il réalise ainsi, avec son épouse, 16 tapisseries expressionnistes et fantasmatiques qui n’ont pas d’équivalent dans le monde artistique. Le temps du Bol à café est bien loin. Huit tapisseries appartiennent aujourd’hui aux collections publiques ainsi que le métier à tisser.
Au cours de cette période bien couverte par les médias, Boissonnet commence une carrière internationale avec l’exposition de Munich (R.F.A.) en 1971. En France, il expose pratiquement tous les ans à Paris ou à Bordeaux. C’est ainsi qu’il participe à l’inauguration du Centre national Jean-Moulin de Bordeaux, consacré à la Résistance, en y exposant ses dessins de guerre. Ceux-ci font l’objet d’une Donation au Musée en 2008. Dans les dernières expositions de la période, il commence à présenter des paysages irréels. En effet, au tournant des seventies, son art évolue à nouveau vers des créations abstraites, ou non, directement issues de son imaginaire à partir du monde terrestre mais aussi de certaines activités de ses contemporains. Il entre alors dans la quatrième période dite « fantasmatique ».

## La période «fantasmatique» (1979-1995)

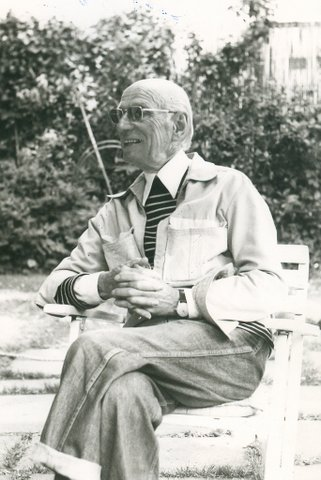
Edmond Boissonnet en 1981.

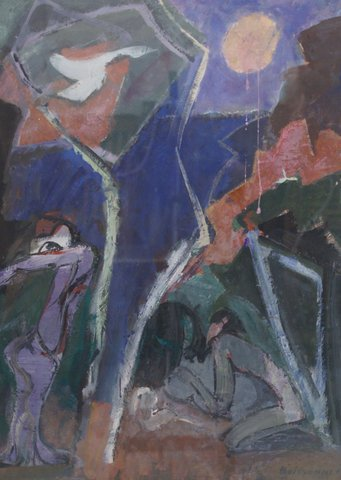
Edmond Boissonnet - Dans le mystère de la Forêt (1979).

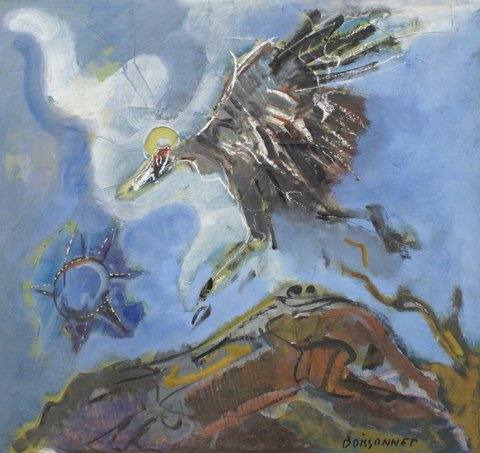
Edmond Boissonnet - La Proie (1982).

Une nouvelle évolution était dans l’air à la fin des seventies. Boissonnet a 73 ans. Il va moins à Paris ou à Bordeaux, sauf pour les grandes manifestations le concernant. Il vit avec son épouse dans cette maison-atelier du Bassin d’Arcachon avec ses fantasmes, comme il dit. Qu’est-ce qu’il entend par là ? Ici, il ne s’agit pas seulement des fantasmes sexuels qui n’ont jamais été véritablement un moteur pour son art. C’est plus général. D’après Carlos Maffi,  psychanalyste, professeur à Paris VII, le fantasme peut se définir comme une production imaginaire qui représente le sujet dans un scénario déterminé, à la manière d’un rêve, et figure, d’une manière plus ou moins voilée, un désir. Ici, pour Boissonnet, ses fantasmes remontent à ses « années de jeunesse » et à travers son imagination expriment ses désirs de dépassement de soi, d’élévation, d’évasion dans son art. D’où son choix du monde des sports, de la danse et de ses paysages imaginaires. L’originalité de cette démarche intéresse galeries et pouvoirs publics qui organisent trois grandes rétrospectives en 1992, 1996 et 2006. Enfin, cette période voit le moment où s’arrête cette carrière atypique.

### Imagination et symbolisme
L’une des fonctions du fantasme est de faire œuvre créatrice en sollicitant l’imagination du sujet, ici celle d’un  artiste. Chez Boissonnet, il est clair qu’il faut rechercher l’origine de certains de ses fantasmes dans une enfance où les privations subies par sa famille le choquent durant la première guerre mondiale et donc, de son désir d’y échapper grâce à l’art. Évasion, dépassement de soi, élévation sont des objectifs qu’il se donne et l’art qui n’est pas, pour lui, une activité futile doit lui permettre de les atteindre. D’où cette capacité d’évoluer quand il le faut. Le poème de Baudelaire qu’il admirait résume assez bien son état d’esprit : "Envole-toi bien loin de ces miasmes morbides, Va te purifier dans l’air supérieur". Dégoût de la société c’est peut-être exagéré, mais sans doute, désir d’évasion : ses paysages imaginaires sont bien significatifs de ce besoin. Enfin, recherche d’un Idéal de perfection qui doit rendre l’être meilleur et plus heureux, oui, certainement. Ainsi, est-il est proche d’un certain symbolisme en réaction contre un monde trop matérialiste.
La Nature est un temple où de vivants piliers

Laissent parfois sortir de confuses paroles ;

L’homme y passe  à travers des forêts de symboles

Qui l’observent avec des regards familiers
Il existe, en effet, chez Boissonnet un certain romantisme, non pas réactionnaire mais révolutionnaire. Il fait sienne une définition de Baudelaire disant que pour lui, le romantisme, « c’est dans la manière de sentir». Cette conception de l’art l’amène donc à s’intéresser aux sportifs et aux danseurs.

### Les sports et la danse

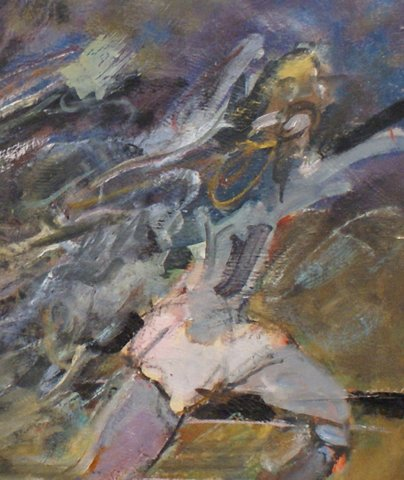
Edmond Boissonnet - Le 100 m (1981).

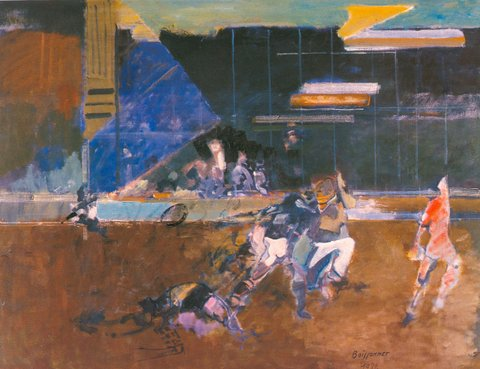
Edmond Boissonnet - Le Combat dans l'arène (1982).

À la fin des années soixante-dix, la télévision diffuse de plus en plus de spectacles sportifs : matchs de rugby, de foot-ball, de basket, de tennis, etc. L’athlétisme avec les Jeux olympiques de 1980 et 1984 est aussi à l’honneur. Les sportifs fascinent Boissonnet par leur beauté, leur force, leur rapidité, leur goût de l’effort. Ils réveillent dans le conscient de cet artiste le fantasme du dépassement de soi. Depuis des décennies qu’il met en œuvre pour lui ces forces mentales lui permettant de surmonter ses propres limites  d’origine physiques et culturelles, ces spectacles l’amènent à créer des œuvres dont le thème est un sport déterminé. L’exemple le plus typique est  une grande peinture intitulée « Le Combat dans l’Arène » de 1982 qui suggère un match de rugby et qui se trouve aujourd’hui au Musée des Beaux Arts de Bordeaux. En outre, avec le développement du phénomène des supporters bariolés aux couleurs des équipes, les manifestations sportives deviennent des fêtes populaires colorées qui sollicitent fortement son imagination, comme, dans un autre domaine, les chorégraphies des danseurs.
La pure beauté des ensembles de danseurs, toujours dans le cadre du dépassement de soi, qui se meuvent selon un rythme déterminé, la grâce et la légèreté des « étoiles » captivent Boissonnet qui reconstruit des ballets imaginaires. L’exemple typique est la peinture « Rythme » de 1983. Mais, il n’abandonne pas, pour autant le paysage qui gère les fantasmes de l’évasion et de l’élévation.

### Les paysages imaginaires

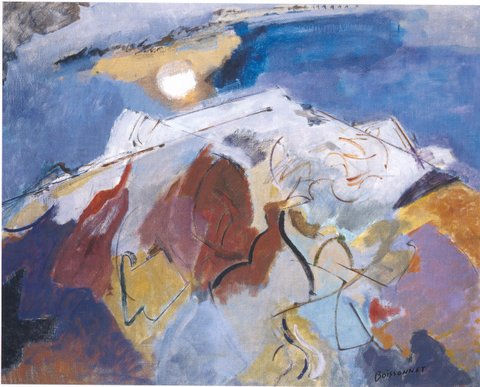
Edmond Boissonnet - Paysage no 4 (1987).

Il ne s’agit pas de paysages peints sur nature, car ces paysages sont imaginaires, même si Boissonnet a toujours plus ou moins besoin de s’attacher à une certaine réalité, quitte ensuite, à la suggérer.
Les paysages sont de deux sortes : les maritimes et les terrestres.
La matrice des paysages maritimes se trouve près de chez lui. Depuis plus de trente ans, et même davantage, il connaît ces paysages, peu modifiés au fil des années. Il ne s’agit pas de reproduire ce qui est déjà créé, mais de demander à ces paysages d’être l’expression de son fantasme d’évasion. C’est alors qu’il recrée l’eau, l’air, la terre, parfois à partir des « chantiers » des travailleurs de la mer, parfois à partir d’une « impression ». Ces travailleurs sont en fait des ostréiculteurs, pour la plupart indépendants, qui travaillent en famille. Leurs horaires sont essentiellement régulés par la nature, les marées qui découvrent les parcs à huitres et ne sont donc jamais les mêmes. Boissonnet connaît bien ces hommes et ces femmes et, en les respectant, a une relation courtoise avec eux. Leurs chantiers sont les endroits où ils déposent leurs matériels et leurs outils. L’artiste reconstruit, alors, ces sites et parfois y figure un astre qui fait penser à Monet. Boissonnet se disait sensible à la lune, car il est né sous le signe du Cancer qui  est un signe lunaire. Celui-ci se présente comme le symbole de l’eau originelle ce qui expliquerait ses très nombreuses œuvres suggérant une étendue d’eau. Enfin, sur le plan psychologique, le Cancer signifie retrait sur soi, sensibilité, timidité et ténacité ce qui correspond assez bien au  profil de cet artiste.

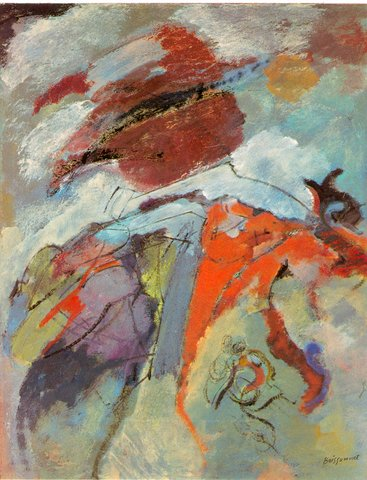
Edmond Boissonnet - Moncassin (1986).

Avec les paysages terrestres de cette époque, nous sommes dans une autre logique art/symbole.
Tout en étant bien imaginaires, ils ont au départ un lien avec la réalité et expriment un autre fantasme de cet artiste. Ces paysages sont reconstruits à partir de certaines collines arrondies du sud ouest de la France dont l’une est proche du village de Moncassin en Lot-et-Garonne. Le « mons cassin », c’est la montagne aux chênes. Ce n’est pas sans rappeler le « Monte Cassino » italien, archétype de ces collines que Boissonnet reconstruit, en  plusieurs exemplaires, près d’une trentaine, un peu comme Cézanne et la montagne Sainte Victoire. Moncassin, pour lui, est bien une colline « inspirée, un de ces lieux  où souffle l’esprit», permettant au fantasme de l’élévation associé à celui de la création de s’exprimer. Souvent, il y a aussi une « lune » qui confirme celle des paysages maritimes en y ajoutant le symbole du renouvellement et de la périodicité.
Du côté des tapisseries de cette période, certaines sont également lunaires et parmi elles, il faut citer Crépuscule de 1980 qui suggère remarquablement ce qui précède. Il y a aussi « sans titre », en fait, Moncassin de 1986 dont Madame Françoise de Loisy du Musée de la Tapisserie d’Angers qui s’intéressa beaucoup à ces tapisseries et à leur signification, disait : « ici les couleurs tissées apparaissent comme des glacis évanescents traduits en laine par les merveilleux mélanges et passages de couleurs de Paule Boissonnet, (épouse de l’artiste).». Le Musée des Beaux Arts de Bordeaux en possède huit.

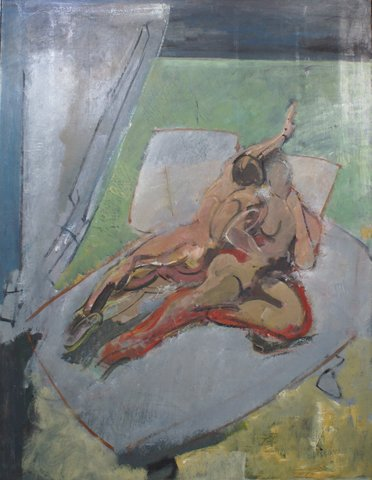
Edmond Boissonnet - Le Couple (1984).

### Cinq grands évènements
Durant cette période, cinq grands évènements ont lieu.
1)  En 1983, Jean-Pierre Mitrecey réalise un court métrage intitulé « L’aventurier de l’absolu », selon l’expression de Pierre Cabanne et consacré à la vie et à l’art de Boissonnet. Ce film est présenté à Beaubourg devant un public important, en 1984. Coïncidence, au Centre Pompidou, il y a aussi une exposition Bonnard. Boissonnet la visite avec émotion.
2)  Dans la foulée, une première rétrospective est organisée dans une galerie parisienne à côté de Beaubourg, sous le titre : « Hommage à Boissonnet », qui voit une grande affluence pour ce qui sera la dernière exposition de Boissonnet à Paris.
3)  En 1986, la Galerie du Troisième Œil implantée à Paris et à Bordeaux organise une exposition bordelaise d’une vingtaine d’œuvres de cette période avec une présentation de Robert Coustet, professeur d’art contemporain à Bordeaux III : « Il a appris de ses aînés, Lhote et Bissière qui furent ses amis et qui encouragèrent ses débuts, que la liberté nait de l’ascèse et que la plénitude est fille du renoncement.»  Cette exposition est une réussite qui permet à Boissonnet d’être plus indulgent à l’égard de la métropole bordelaise.
4)  En 1992, une société de mécénat et le Conseil Régional d’Aquitaine organisent dans l’immense espace du hall du Conseil, une grande rétrospective d’une soixantaine  d’œuvres. Parmi lesquelles se trouvent certaines de ses grandes peintures comme : Le Rideau Noir 1983, Devant l’Éternité 1985, Un Ange Passe1984, Rapt 1985, Le Couple 1984, rares peintures qui pourraient exprimer des fantasmes sexuels. La critique d’art, Dominique Godfrey écrit à cette occasion : « On peut constater l’évolution du style, parfois influencé par l’époque. Pourtant, on a toujours l’impression de rester avec la même personne. Il en ressort une impression d’harmonie sobre sans être ennuyeuse, de maîtrise sans froideur et de sensibilité sans faiblesse». Un an plus tard, une galerie bordelaise fait une reprise de certaines de ces  œuvres. C’est la dernière exposition de Boissonnet de son vivant.
5) Rétrospective au Domaine Lescombes (Mairie d’Eysines 33320) où une trentaine d’œuvres sont présentées en 1996.

### Les dernières années

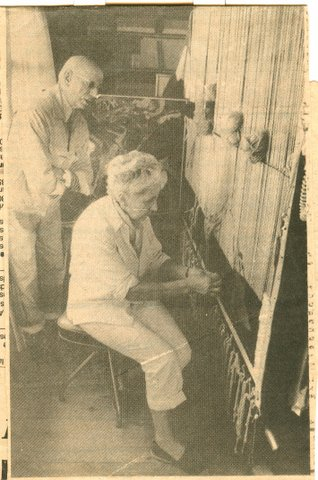
Paulette et Edmond en 1984.

En 1988, un drame tragique frappe le couple Boissonnet  marié depuis 53 ans et se connaissant depuis 60 ans. Pour ce couple qui s’est tant aimé, qui avait en commun la même passion pour l’art, c’est un déchirement terrible que d’entendre le diagnostic sans appel : Paule, l’épouse de l’artiste, 83 ans, est frappée par la maladie d’Alzheimer. Dans un premier temps Boissonnet, également 83 ans, essaie de gérer la situation dans un pays isolé. Mais très vite, il appelle à  l’aide. Or, la seule famille pouvant l’aider se trouve à Paris. La décision est prise de faire venir à Paris le couple en désarroi ainsi que l’atelier et tout son environnement. Installé dans son nouveau domaine, à Maulette, près de Houdan, dans les Yvelines, il continue à peindre et à tisser jusqu’au dernier moment qui arrive le 28 décembre 1995. Il est inhumé ainsi que son épouse (décédée en 2000), au cimetière des Jacquets à Lège Cap-Ferret, 33950, en face d’Arcachon, c’est-à-dire au cœur de ce pays qu’il a tant aimé.
Mais, son œuvre lui survit à travers différentes expositions qui ont lieu après sa mort comme l’exceptionnelle rétrospective organisée en 2006 et 2007, sur trois niveaux, par le Musée des Beaux Arts de Bordeaux grâce à son directeur, Olivier Le Bihan. Certaines œuvres sont aussi présentées à La Vieille Église Saint Vincent de Mérignac, Libération du 03/01/1996.

## L’aventurier de l’absolu (1906-1995)

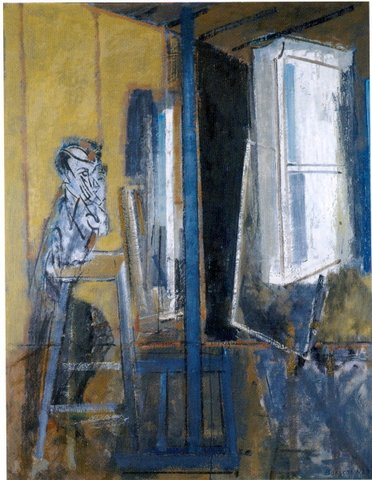
Edmond Boissonnet - La toile blanche no 2 (1985).

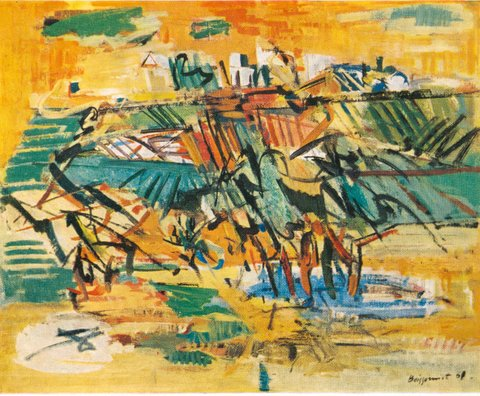
Edmond Boissonnet - Le Coteau (1961).

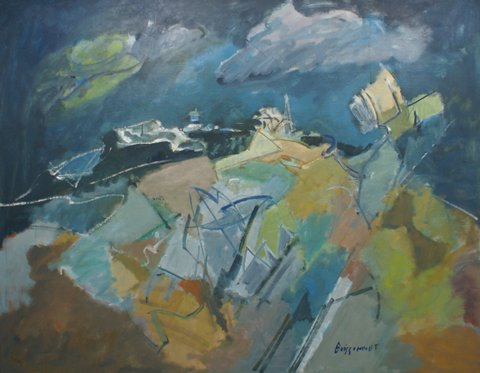
Edmond Boissonnet - L'Église Romane (1983).

Boissonnet fait partie de ces artistes discrets que l’on découvre ou redécouvre selon son âge. Cette discrétion est l’expression d’une liberté absolue de création vis-à-vis des clans et autres amitiés intéressées, des tendances, de la tyrannie des galeristes et du marché. En général, ces artistes ne sont pas des chefs d’entreprise ayant une stratégie commerciale. Ils préfèrent le qualitatif au quantitatif et ne cherchent pas à rentabiliser leur talent. N’étant pas assujettis à une galerie et à ses exigences en exclusivité, ils vivent leur vie en toute indépendance et ne cherchent pas à faire fortune. Leurs ventes auprès de certains amateurs ou en ligne suffisent à les faire vivre. Comme l’écrivait un critique d’art en parlant de Boissonnet en 1961 : « Un indépendant qui fait la peinture qui lui plait ». En fait, Boissonnet est recherche en permanence un absolu par rapport à lui-même, sans se soucier des commérages du monde des arts. « L’aventurier de l’absolu », c'est-à-dire quelqu’un qui va vers son destin pour atteindre la perfection, est une qualification de Pierre Cabanne, en 1971. Grâce à la magnifique rétrospective en 2006 et 2007 au Musée des Beaux-arts de Bordeaux et à Mérignac, nous avons, désormais, la  possibilité de comprendre le référentiel de la philosophie artistique de ce témoin du XXe siècle. Ce référentiel comporte quatre orientations  principales : l’évolution créatrice, « Le Combat avec l’Ange », la création humanisée, la matière et l’esprit.

### L’évolution créatrice
En 1978, au cours d’un entretien avec un critique d’art, Boissonnet s’exprime ainsi : « l’évolution est l’expression d’une vie en accord avec son temps. Celui qui la refuse, piétine, stagne, se dessèche et meurt». L’artiste a alors 72 ans et une longue carrière de cinquante ans derrière lui. Il n’est pas tout à fait en accord avec Picasso que la notion d’évolution hérisse. En revanche, il adhère à la théorie de Bergson, un philosophe de sa jeunesse. En effet, dans « L’évolution créatrice » de 1907, celui-ci écrit en prenant l’exemple d’un artiste-peintre : « Chacun est une espèce de création. Et de même que le talent du peintre, se forme, se déforme, en tout cas se modifie, sous l’influence même des œuvres qu’il produit, ainsi chacun de nos états en même temps qu’il sort de nous, modifie notre personne, étant la forme nouvelle que nous venons de nous donner…Pour un être conscient, exister consiste à changer, changer à se mûrir et à se créer indéfiniment soi-même». Boissonnet trouve également dans l’œuvre du philosophe l’idée de transition : celle-ci fait la réalité du changement dont elle en est l’essence. Pour un ancien sculpteur sur bois qui connaît le déroulement des époques artistiques avec de nombreuses périodes de transition, cette idée est évidente. Mais, la transition, pour lui, n’est pas vraiment une rupture, seulement un simple palier dans son parcours artistique. « J’ai essayé de rester le même homme… »
Les quatre périodes de ce parcours durent en moyenne 16,5 ans avec 3 transitions : 1944/1946, 1962/1964, 1978/1980, soit des durées de 3 à 4 ans.
Pendant chaque transition, c’est un nouveau combat que l’artiste engage contre la routine, la facilité qui engendre l’habileté, « la mécanisation de la main ». Dans son langage, il appelle cela, le Combat avec l’Ange.

### «Le Combat avec l’Ange»

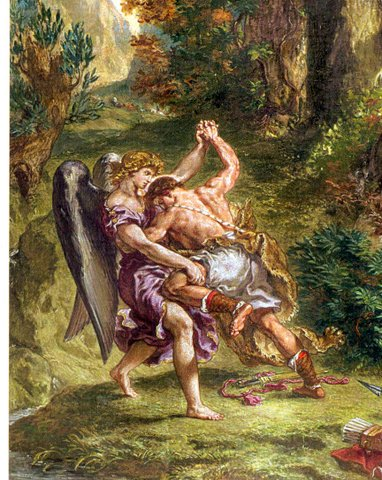
Delacroix - Le Combat avec l'Ange (1861).

L’expression, « Combat avec l’Ange », est une expression  choisie par Boissonnet pour expliquer son mode de fonctionnement artistique fondé sur le dépassement de soi afin d’atteindre   l’absolu.
Quelques mois après sa grande exposition à la Galerie de Paris en 1971, Boissonnet accepte un entretien avec le docteur Rager, professeur à l’École Supérieure de Sophrologie et de Médecine Psychosomatique. À la question : que pensez-vous des expériences intellectuelles de notre temps ? L’artiste répond : « Toute forme qui ne témoigne pas de l’essence m’est indifférente. La délectation : une suffisance personnelle qui engendre fatalement une fabrication. Elle se consomme rapidement, elle  écœure  aussi vite parce qu’elle est indigeste ». Par cette critique explicite d’un certain art de son époque, on comprend sa position envers quelques galeries qu’il connaît bien. Et pour que le message soit bien clair, il ajoute : « Il faut se méfier de la mécanisation de la main, car elle engendre la mécanisation de l’esprit qui de ce fait se vide de sa magie.».
Le docteur  Rager pose alors une autre question : « Comment les artistes pourront-ils échapper à cette mécanisation ? ». La réponse est immédiate : « Certains cas doués  de tares bénéfiques à l’expression spontanée, parce que dirigés par un état second dû à l’alcool, la naïveté, à la folie, y échappent tout naturellement. Celui de la cause mentale se doit, dans ce combat épique avec l’Ange, de perdre pour gagner une aventure de volonté où tout est à considérer.»
Boissonnet utilisait souvent cette métaphore tirée de la Bible (Genèse 32) où Jacob se bat avec un Ange inconnu qui n’est autre que Dieu. C’est le symbole des combats spirituels sur soi-même magnifiquement illustré par Delacroix, œuvre de 1861, pour l’église de Saint Sulpice de Paris que connaissait bien Boissonnet dont l’atelier était proche.
Le Combat avec l’Ange est une orientation  majeure du référentiel de cet artiste. C’est la raison pour laquelle, le Musée des Beaux Arts de Bordeaux a choisi cette métaphore pour qualifier l’itinéraire de cet artiste en quête d’absolu et titrer l’ouvrage accompagnant la rétrospective de 2006 à 2007. Mais, ce combat doit se dérouler par rapport à une création humanisée.

### La création humanisée

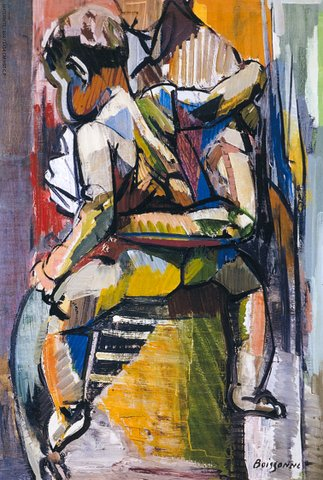
Edmond Boissonnet - Maternité.

La création humanisée, c’est pour Boissonnet, le mariage du cœur et de l’esprit. C’est le thème d’un ouvrage d’André Lhote publié en 1933, réédité en 1950 au moment où les œuvres abstraites sont omniprésentes au Salon de Mai. Dans sa préface il écrit : « Il n’est pas de travail durable sans le secours de l’intelligence, pas plus qu’il n’est de spéculation intellectuelle sans préalable soumission de l’individu à l’objet, sans préalable sommation de l’instinct…la vérité est au centre». Bissière, un autre ami de Boissonnet, proclame haut et fort au début des années cinquante : « Je n’ai cessé de répéter que si j’étais non figuratif, je me refusais absolument à être abstrait. Pour moi, un tableau n’est valable que s’il a une valeur humaine, s’il suggère quelque chose, et, s’il reflète le monde dans lequel je vis. Boissonnet écoute attentivement ces deux grands aînés et il fait progressivement la synthèse des deux approches de ses amis avec une légère préférence pour celle de Lhote. Après un bref passage par le non-figuratif  au début des années 1950, il revient au sujet, comme il l’explique : « Je suis revenu au sujet qui inspirait mon instinct, avec plus d’efficacité et de mystère que procure le combat, en essayant de suggérer». Pour terminer sur ce thème, il est aussi en adéquation avec un autre artiste, ami, qui, lui, est de sa génération, Edouard Pignon. Le même âge, des origines sociales modestes aussi bien pour l’un comme pour l’autre, les mêmes difficultés liées au chômage des années trente, la même sensibilité politique, créent un très fort courant de sympathie amicale entre les deux artistes. Un bon exemple de « création humanisée » nous est fourni par ce peintre. En effet, Edouard Pignon, entre autres recherches, travaille sur le thème de la maternité, en 1939. Il s’en explique : « Mes maternités sont parties d’une toute petite toile de Lucas Signerolli, qui était la Naissance de la Vierge. J’ai aussitôt entrepris toute une recherche sur le thème de la maternité. ». Pure coïncidence, mais pas fait du hasard, Boissonnet, une vingtaine d’années plus tard, travaille aussi sur le même thème. Enfin, dans le domaine de la création, Boissonnet avait l’habitude de dire : « Il faut donc beaucoup apprendre, pour comprendre qu’il n’y a rien à apprendre, si ce n’est de le comprendre. ». Cet aphorisme nous conduit à la  quatrième orientation du référentiel : la matière et l’esprit.

### Matière et esprit
Boissonnet est un lecteur enthousiaste de l’Histoire de l’Art et surtout de l’Esprit des Formes, ouvrages écrits par Elie Faure, en cette première moitié du XXe siècle. C’est ainsi que pour faire comprendre son art, Boissonnet, en véritable pédagogue, utilise certaines citations de l’écrivain, comme celle de la matière et de son écorce : « Il ne faut pas confondre la matière et son écorce, l’aspect premier des choses avec leur vie intime qui se transmet par l’alchimie subtile de la grâce ». Hegel avait déjà noté que l’apparence s’oppose à l’essence tout en admettant que la réalité sensible n’était pas illusoire. Ici, Elie Faure va plus loin en donnant à la matière un rôle fondamental. En effet, il ajoute : « la matière en peinture est toute la peinture ». Il faut se souvenir qu’Elie Faure aborde ce thème à propos de Soutine dont la matière « est parmi les plus charnelles que la peinture ait exprimée ». Boissonnet se souviendra de ce texte ainsi que  ce constat d’Hegel : « L’absolu se déplace de l’objectivité de l’art vers l’intériorité du sujet. ».  L’indissoluble union de la matière et de l’esprit se trouve ainsi renforcée.
Boissonnet fait sienne cette déclaration d’Elie Faure : « L’art qui est notre raison d’être, ne périra qu’avec nous. C’est lui qui nourrit et maintient notre énergie spirituelle».